# إد هيد
إد هيد (بالإنجليزية: Ed Head)‏ هو لاعب كرة قاعدة أمريكي، ولد في 25 يناير 1918 في Grant Parish, Louisiana ‏ في الولايات المتحدة، وتوفي في 31 يناير 1980 في باستروب في الولايات المتحدة.

## وصلات خارجية
- إد هيد على موقع دوري كرة القاعدة الرئيسي (الإنجليزية)
- إد هيد على موقعبيزبول رفرنس.كوم (الدوري الرئيسي) (الإنجليزية)
- إد هيد على موقعبيزبول رفرنس.كوم (الدوري الثانوي) (الإنجليزية)
- إد هيد على موقع قاعة لويزيانا للمشاهير الرياضية (الإنجليزية)